# 三聖石
22°22′54″N 113°58′44″E / 22.3817972°N 113.9787621°E

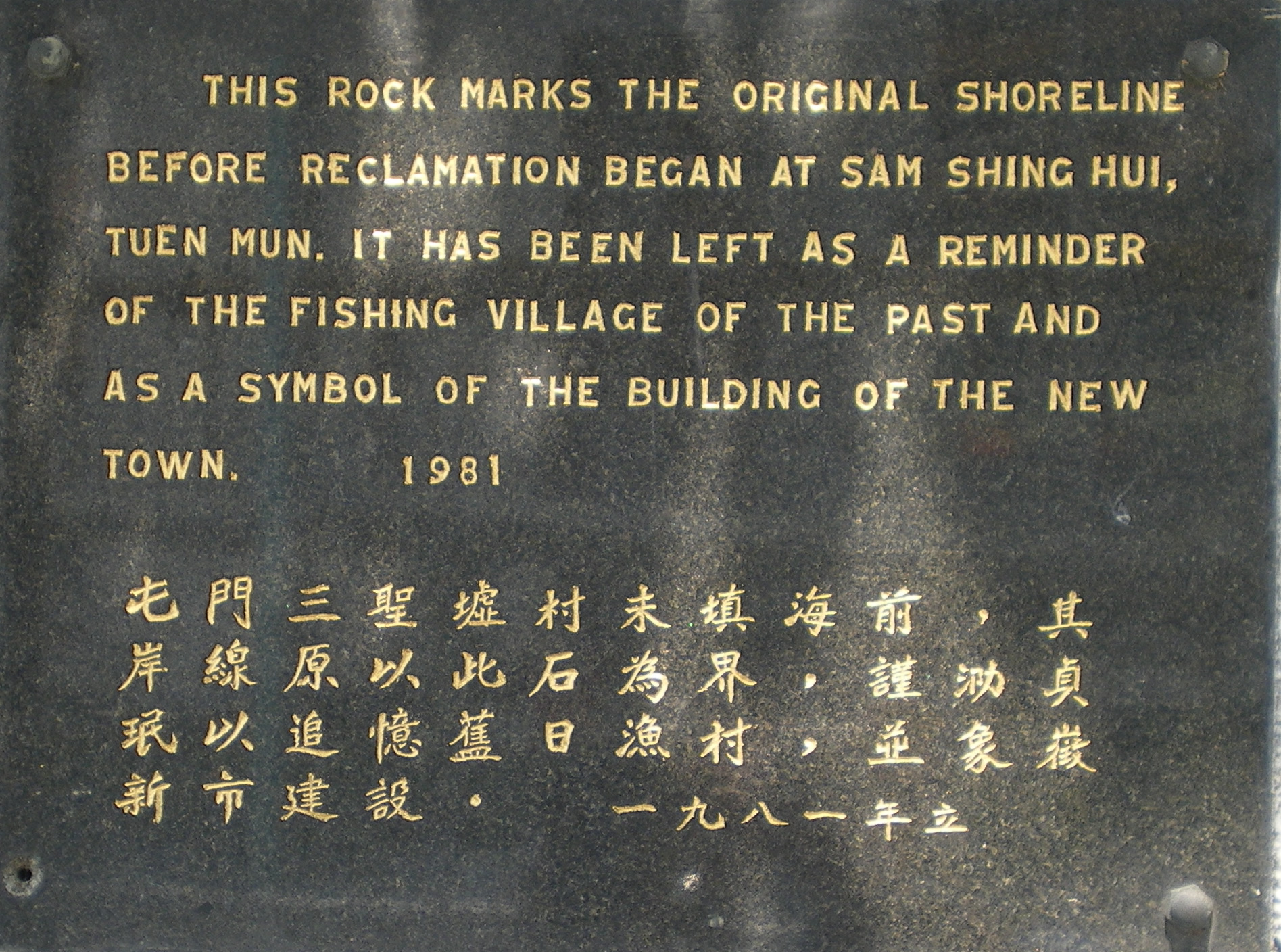
三聖石前的石碑

三聖石位於香港新界屯門三聖墟麒麟崗公園內，鄰近三聖邨與聖廟（三聖廟），為開發青山公路及屯門前昔日海岸線的見證物，並有石頭崇拜的習俗與其相關的傳説。

## 概述
三聖石位於鄰近三聖邨的麒麟崗公園內，高約3.3米、闊約2.3米，其所在位置原為青山灣海岸，原海岸旁的石頭於開發青山公路與屯門時，除最大的三聖石外均悉數移除，而三聖邨則作為昔日屯門海岸線的見證物。相傳昔日三聖墟的漁民有「寄石」儀式將自己部份靈魂寄存在近岸的巨石上，並希望巨石可以保佑自己的海上作業平安，而三聖石則成為當地漁民用作進行「寄石」儀式的石頭。漁民在歸航後亦會帶香燭到三聖石前誠心膜拜，三聖石的香火因而極為鼎盛。現時，每逢農曆初一、十五仍有不少人在三聖石前膜拜，有些人甚至會把從家中請走的土地公神像「放置」在石旁以求庇佑。

## 傳説
1976年，港英政府擴建青山公路，由於海邊一帶有大量石塊，需要先行清理才能動工，遂派工人前往負責。工程起初頗為順利，直到爆破三聖石前一晚，全部工人突然染上怪病，使得次日工程被迫暫停。其後每次計劃進行爆破工程前夕，負責的工人皆無故身體不適，令工程不能展開。久而久之，工人們認為觸怒了「靈石」，不敢再進行工程，承建商唯有作罷。
由於三聖石所處的地方在擴建的青山公路圖則內，妨礙了青山公路重建工程，政府認為三聖石非清除不可，便再次招標進行爆石工程，並由另一間建築公司投得。惟在進行爆破後，三聖石竟絲毫無損，工人更發現有紅色液體（一説紅色液體即血液）由石隙中流出。因此，附近坊眾認為三聖石乃麒麟崗鎮山之石，並被青山灣對開海面老鼠洲的鼠精所依附（一説為被已故村長的靈魂所依附），並與政府商討，研究修改公路圖則，以保留該石。
當時新界民政署一位外籍高級官員認為「靈氣」一說屬無稽之談，堅持要將三聖石炸毀，惟當他再次籌備爆破工程時，其子卻離奇死於交通意外，三聖石「顯靈」之說隨之轟動社會。附近坊眾亦請求聖廟執事與新界民政署交涉，後經詳細研究後，決定該段擴建的青山公路繞過三聖石而行。而時任新界民政署署長彭德亦以聖廟將該地命名「三聖墟」，以作紀念。